# Lee Jeong-beom
Dans ce nom coréen, le nom de famille, Lee, précède le nom personnel.
Lee Jeong-beom (coréen: 이정범), né le 21 septembre 1971, est un acteur, scénariste et réalisateur sud-coréen.  Il est surtout connu pour avoir réalisé Cruel Winter Blues et The Man from Nowhere.

## Filmographie

### Réalisateur

#### Longs métrages
- 2006 : Cruel Winter Blues (열혈남아)
- 2010 : The Man from Nowhere (아저씨)
- 2014 : Uneun namja (우는 남자)
- 2019 : Jo Pil-Ho : Souffle de rage (악질경찰)
- 2019 : Doraemon: Nobita no getsumen tansa-ki (ドラえもん のび太の月面探査記), coréalisé avec Yakuwa Shinnosuke

#### Courts métrages
- 2001 : Gwihyu (귀휴)
- 2002 : The Last Night
- 2003 : Goodbye Day (굿바이 데이)

### Scénariste
- 2001 : Gwihyu (귀휴) de Lee Jeong-beom (court métrage)
- 2003 : Goodbye Day (굿바이 데이) de Lee Jeong-beom (court métrage)
- 2006 : Cruel Winter Blues (열혈남아) de Lee Jeong-beom
- 2010 : The Man from Nowhere (아저씨) de Lee Jeong-beom
- 2014 : Uneun namja (우는 남자) de Lee Jeong-beom
- 2019 : Jo Pil-Ho : Souffle de rage (악질경찰)

### Acteur
- 2011 : Hoya (열여덟,열아홉) de Bae Kwang-soo : Lui-même (caméo)

### Monteur
- 2003 : Goodbye Day (굿바이 데이) de Lee Jeong-beom (court métrage)
- 2001 : Gwihyu (귀휴) de Lee Jeong-beom (court métrage)

## Distinctions
| Année | Récompenses                                                                          |
| ----- | ------------------------------------------------------------------------------------ |
| 2007  | - 15e Chunsa Film Art Awards : Meilleur nouveau réalisateur (Cruel Winter Blues)     |
| 2010  | - 6e University Film Festival of Korea : Meilleur réalisateur (The Man from Nowhere) |
| 2011  | - 8e Max Movie Awards: Meilleur réalisateur (The Man from Nowhere)                   |